# Pero pallidior
Pero pallidior är en fjärilsart som beskrevs av Thierry-mieg 1916. Pero pallidior ingår i släktet Pero och familjen mätare. Inga underarter finns listade i Catalogue of Life.